# Bulbophyllum cornu-cervi
Bulbophyllum cornu-cervi là một loài phong lan thuộc chi Bulbophyllum.